# Golden (The Brahms)
Golden is een nummer van de Nederlandse indierockband The Brahms uit 2015. Het is de tweede single van hun debuut-EP Meraki.
"Golden" werd in mei 2015 al toegevoegd aan de playlist van 3voor12Radio en twee maanden later was de plaat 3FM Megahit. Desondanks werd de Nederlandse Top 40 of Tipparade niet gehaald, wel bereikte het de 42e positie in de Mega Top 50 van NPO 3FM.

## Tracklijst
- Muziekdownload

1. "Golden" - 3:13